# Giovanni Nicosia
Giovanni Nicosia, noto anche con lo pseudonimo di Sam (Riesi, 11 ottobre 1919 – Roma, 1972), è stato uno scrittore, giornalista e partigiano italiano.
Autore di due libri, Il grande tumulo (1965, Rizzoli) e L'uomo tagliato dall'uomo (1970, Cappelli Editore) al primo dei quali si è ispirata liberamente la pellicola La ragazza dei lillà di Flavio Mogherini. Durante la Seconda guerra mondiale combatté sul fronte greco-albanese; contribuì poi alla Resistenza come caposquadra garibaldino nei monti, comandando un Distaccamento della IV Brigata "Elsio Guarrini".
Dopo la Liberazione, nel 1946, chiamato da Cesare Pavese, entra a far parte della redazione della casa editrice Einaudi come correttore di bozze, rimanendovi per circa un triennio, e per la stessa editrice traducendo dal russo Il Paese di Dio (1936) di IIljà Ilf e Evghenij Petrov. Nel 1953 si trasferì in Brasile, ove soggiornò per circa 3 anni. Durante il periodo in Sudamerica, Nicosia assistette a diverse esperienze rivoluzionarie, quivi tornando poi come combattente al fianco del rivoluzionario Che Guevara nella guerriglia di Bolivia. Proprio questa esperienza gli fornì l'ispirazione per la sua opera L'uomo tagliato dall'uomo. Successivamente si dedica al giornalismo redazionale e riviste e quotidiani, con articoli letterari e brani di narrativa, occupandosi anche di critica d'arte e di scenografia cinematografica.
Degna di nota è la grande amicizia con lo scrittore Italo Calvino, conosciuto durante gli anni della Resistenza, con il quale mantenne una corrispondenza privata.

## Opere
- Giovanni Nicosia, L'uomo tagliato dall'uomo, Cappelli, 1970.
- Giovanni Nicosia, Il grande tumulo, Rizzoli, 1965.